# 捷列克區 (摩爾曼斯克州)

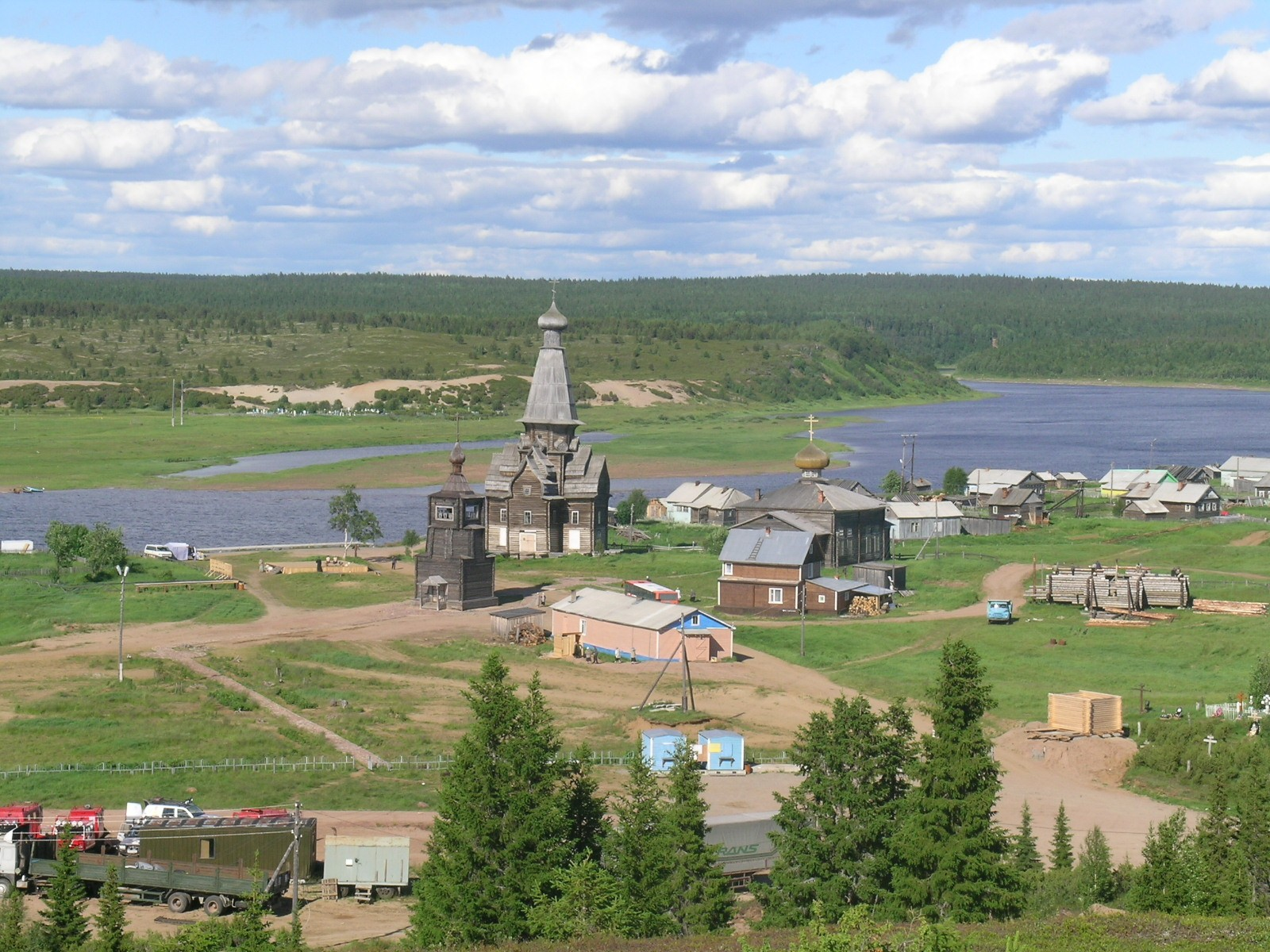

66°41′N 34°20′E / 66.683°N 34.333°E
捷列克區（俄语：Терский район），是俄羅斯的一個區，位於該國西北部，由摩爾曼斯克州負責管轄，始建於1927年8月1日，面積19,300平方公里，2010年人口6,288，人口密度每平方公里0.33人。